# Дамаскин (Балабанов)
Дамаскин (в миру Виктор Михайлович Балабанов; 11 января 1956, Александровский район, Белгородская область — 30 января 2021) — глава юрисдикции Российская православная церковь с титулом митрополит Московский и Всероссийский (2007—2021), бывший епископ Российской православной церкви (юрисдикции Антония (Орлова)), 29 июля 2007 года запрещён в священнослужении.

## Биография
Родился 11 января 1956 года на хуторе Мироновка, Белгородской области.
Обучаясь на четвёртом курсе Курского сельскохозяйственного института написал работу по реорганизации советского хозяйствования в связи с чем попал в поле зрения КГБ, и был вынужден переехать в Якутию. Работал на золотых приисках, строительных объектах, вёл буровые и взрывные работы, занимался промысловой охотой, геологоразведкой. В конце 1980-х явился одним из организаторов стачки на стройке в Депутатском.
В 1990-х годах вернулся в Курскую область, где в чине мирянина присоединился к РПЦЗ(В).
24 декабря 2003 года епископом Виктором (Пивоваровым) был пострижен в рясофор, а затем — в малую схиму (мантию) с именем Дамаскин в честь епископа Дамаскина (Цедрика). 28 декабря 2003 года был рукоположен во чтеца и диакона. 14 января 2004 года был рукоположен во пресвитера. Служил в приходах Воронежа, Славянска-на-Кубани.
17 июня 2006 года решением Синода, состоявшего из Антония (Орлова) и Виктора (Пивоварова), назначен секретарём Архиерейского синода РПЦЗ(В) с возведением в сан архимандрита. Данное решение не было признано прочими иерархами РПЦЗ(В) и секретарём Синода РПЦЗ(В) Вениамином Жуковым.
24 июля 2006 года участвовал в так называемом «свечном» Соборе той части РПЦЗ(В), которая избрала своим предстоятелем митрополита Антония (Орлова) и сформировала Российскую православную церковь.
30 июля 2006 года архиепископом Лос-Анжелосским и Южно-Американским Антонием (Орловым), епископом Славянским и Южно-Российским Виктором (Пивоваровым), а также епископом Стефаном (Бабаевым) хиротонисан во епископа Орловского и Центрально-Российского (с состав Центрально-Российской епархии вошли весь Центральный федеральный округ и часть Приволжского федерального округа: Оренбургская область, Пензенская область, Самарская область, Саратовская область, Ульяновская область, Республика Башкортостан, Республика Татарстан).. В тот же день был издан соответствующий указ от имени Архиерейского Собора РПЦЗ(В) о назначении его правящим архиереем Центрально-Российской епархии
30 июля Архиерейский Синод РПЦЗ(В) в составе митрополита Виталия, Владимира (Целищева), Варфоломея (Воробьёва) и протоиерея Вениамина Жукова, констатировал «Пребывая в Свято-Преображенском скиту в Мансонвилле, в июле месяце 2006 г., архимандрит Стефан (Бабаев) и иеромонах Дамаскин (Балабанов) оказали на разных уровнях полную поддержку незаконным действиям Архиепископа Антония (Орлова) и Епископа Виктора (Пивоварова)» вследствие чего архимандрит Стефан и иеромонах Дамаскин были запрещены в священнослужении вплоть до раскаяния.
На первую «архиерейскую службу» Дамаскина в Щербинке пришло всего лишь 7 человек.
На прошедшем 2-7 ноября 2006 года был включён в состав новообразованного Архиерейского Синода РосПЦ. Границы возглавляемой им Центрально-Российской епархии были переопределены и стали включать Центральный федеральный округ кроме Москвы, Белоруссию и Польшу в границах Российской империи 1914 года. Заграничная (на 1914 год) часть Польши и Москва отошли епархии главы РосПЦ Антония (Орлова).
27 июня 2007 года епископ Дамаскин (Балабанов) был обвинён епископатом РосПЦ в хуле на Священномучеников Российских и ереси Царебожества, за что был запрещён в священнослужении. Данного решения не признал и вместе с епископом Иоанном (Зиновьевым) образовал отдельную юрисдикцию с тем же названием (во избежание путаницы она неофициально часто обозначается РосПЦ(Д)).
29 июля 2007 года «единогласным решением всех членов Архиерейского Синода» был запрещён в служении «по причине непризнания Вами решений Архиерейского Собора, состоявшегося в Покровско-Тихоновском кафедральном соборe Южно-Российской епархии в г. Славянск-на-Кубани с 12/25 июня по 15/28 июня 2007 года, которые были вынесены и подписаны всеми членами Собора: председателем Архиерейского Собора митрополитом Антонием (Орловым), заместителем председателя Собора архиепископом Виктором (Пивоваровым), заместителем Председателя Собора архиепископом Стефаном (Бабаевым), секретарём Синода епископом Афанасием (Жюгжда) и Епископом Иоанном (Зиновьевым)».
С 29 августа по 1 сентября 2007 года под его председательством был проведен «Чрезвычайный Архиерейский Собор Российской православной церкви», на котором было принято решение о «восстановлении Высшего церковного управления Российской православной церкви», а епископ Дамаскин был избран Первоиерархом и наделён титулом «митрополита Московского и Всероссийского».
Кафедра находится в посёлке Караси Воловского района Тульской области.
В 2012 году Первомайский районный суд Кирова признал экстремистским официальный сайт (Ispovednik.com) «Российской православной церкви» юрисдикции «митрополита» Дамаскина (Балабанова).
10 июля 2016 года в храме во имя иконы Божией Матери «Всех скорбящих Радосте» в посёлке Мятлево совершил сослужение с двумя архиереями неканонической юрисдикции — Архиерейское совещание Российской православной автономной церкви Григорием (Лурье) и Игнатием (Душеиным), что ознаменовало установление полного церковно-канонического общения между этими АС РПАЦ и РосПЦ(Д), в соответствии с подписанным 9 июля Актом. 12 ноября 2016 года в том же месте и в том же составе была проведена литургия в честь праздника иконы Божией Матери «Всех скорбящих Радостей». 30 ноября 2019 года вместе с архиепископом Иоанном (Зиновьевым) и епископом на покое Владимиром (Матвеевым) объявил о прекращении евхаристического общения с Архиерейским Совещанием РПАЦ.
Скончался 30 января 2021 года. Отпевание состоялось 1 февраля того же года.